# Napothera
Genre
Napothera est un genre de passereaux de la famille des Pellorneidae.

## Liste des espèces
Selon la classification de référence du Congrès ornithologique international (version 14.1, 2024) :
- Napothera epilepidota – Petite Turdinule
- Napothera malacoptila – Turdinule à long bec
- Napothera albostriata – Turdinule à raies blanches
- Napothera pasquieri – Turdinule de Pasquier
- Napothera naungmungensis – Pomatorhin de Naung Mung
- Napothera danjoui – Pomatorhin à queue courte